# Океј (Оклахома)
Океј (енгл. Okay) град је у америчкој савезној држави Оклахома.

## Демографија
По попису из 2010. године број становника је 620, што је 23 (3,9%) становника више него 2000. године.
| Група             | 2000.       | 2010.       |
| Белци             | 373 (62,5%) | 380 (61,3%) |
| Афроамериканци    | 26 (4,4%)   | 23 (3,7%)   |
| Азијати           | 1 (0,2%)    | 1 (0,2%)    |
| Хиспаноамериканци | 22 (3,7%)   | 17 (2,7%)   |
| Укупно            | 597         | 620         |